# Mesenhohl
Mesenhohl ist eine Hofschaft von Halver im Märkischen Kreis im Regierungsbezirk Arnsberg in Nordrhein-Westfalen (Deutschland).

## Lage und Beschreibung
Mesenhohl liegt auf 360 m ü. NHN im nordöstlichen Halver. Nachbarorte sind eine große Wohnsiedlung mit lockerer Wohnbebauung östlich von Eichholz, Oeckinghausen, Lingen, Bochen, Bocherplatz und Bruch. Der Ort ist über die benachbarte Wohnsiedlung und eine Zufahrt von der Bundesstraße 229 bei Heesfeld erreichbar. In Mesenhohl entspringt ein Zufluss der Hälver.
Östlich von Mesenhohl verläuft die als Rad- und Wanderweg umgebaute Trasse der Hälvertalbahn.

## Geschichte
Mesenhohl wurde erstmals 1435 urkundlich erwähnt, die Entstehungszeit der Siedlung wird aber für den Zeitraum zwischen 1050 und 1200 infolge der Rodungsphase nach der hochmittelalterlichen Territorialbildung vermutet. Mesenhohl war ein Abspliss von Lingen.
1818 lebten 19 Einwohner im Ort. 1838 gehörte Mesenhohl als Mesenholl der Oeckinghauser Bauerschaft innerhalb der Bürgermeisterei Halver an. Der laut der Ortschafts- und Entfernungs-Tabelle des Regierungs-Bezirks Arnsberg als Hof kategorisierte Ort besaß zu dieser Zeit vier Wohnhäuser, vier Fabriken bzw. Mühlen und drei landwirtschaftliches Gebäude. Zu dieser Zeit lebten 26 Einwohner im Ort, allesamt evangelischen Glaubens.
Das Gemeindelexikon für die Provinz Westfalen von 1887 gibt eine Zahl von 44 Einwohnern an, die in sieben Wohnhäusern lebten.